# Hemskogen

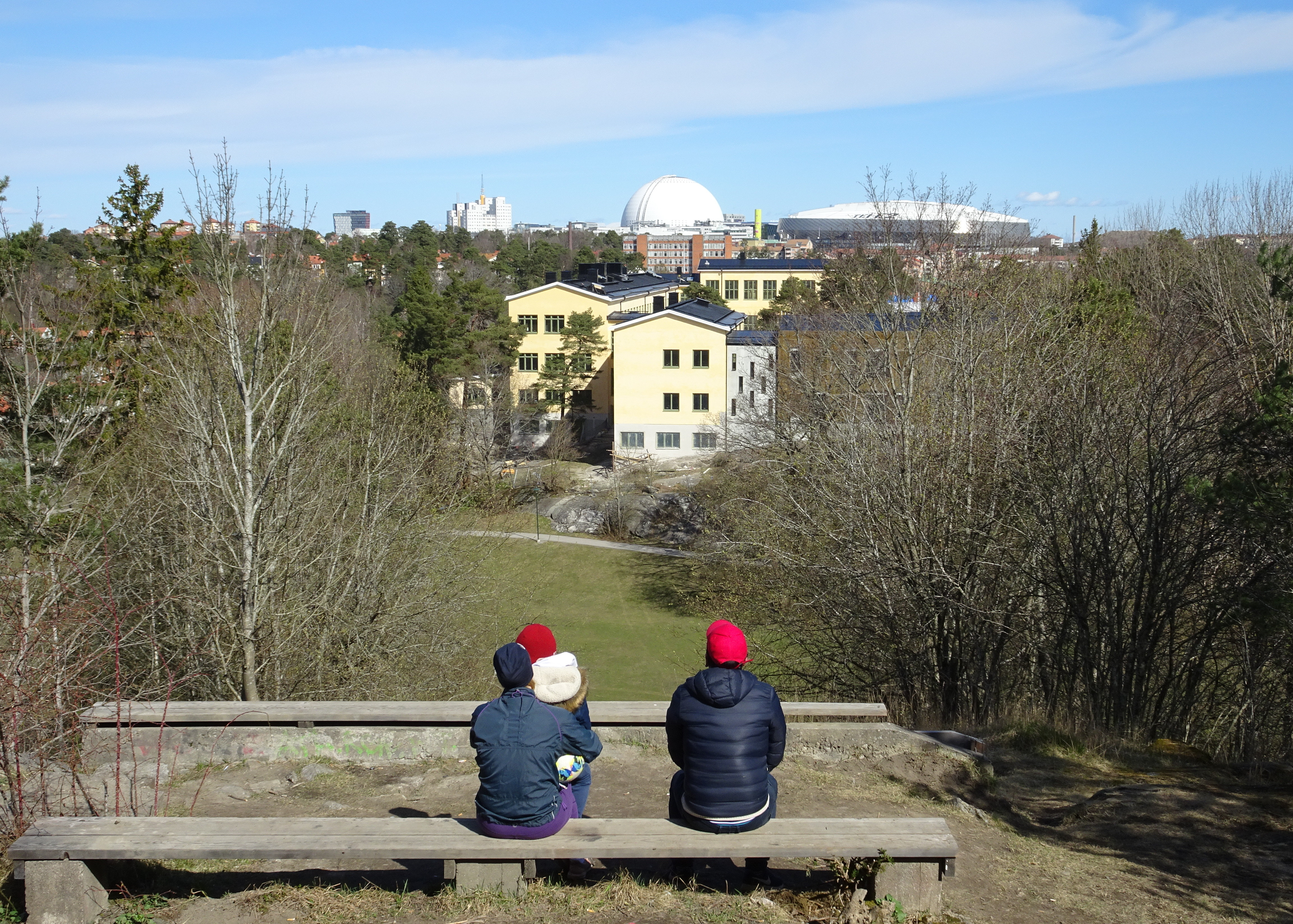
Utsikten mot norr, april 2020.

Hemskogen är ett mindre skogsområde mellan stadsdelarna Stureby och Enskedefältet i södra Stockholm. Stadsdelsgränsen går mitt i skogen. Området består av berghällar med tall och blandskog. Enligt stadsplanen från 1938 är Hemskogen utlagd som park.

## Beskrivning

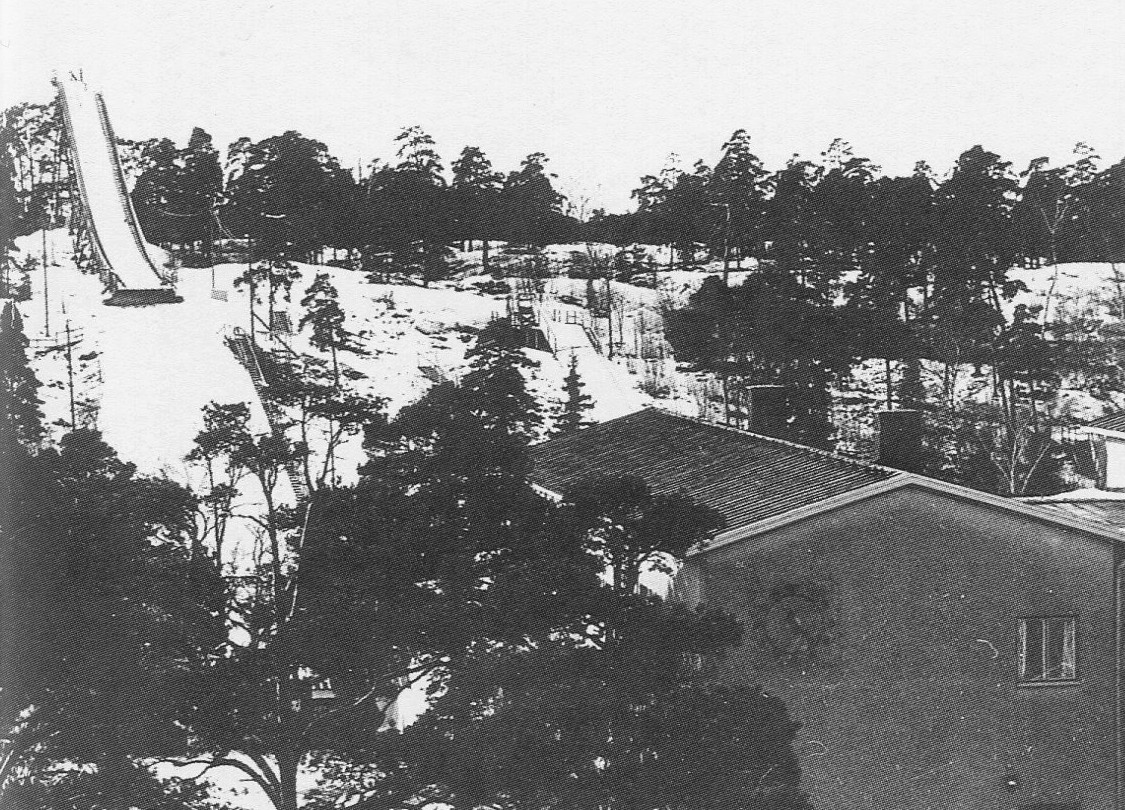
Hoppbacken och Hemskogen, 1950-tal.

Namnet anknyter till ålderdomshemmet Gammelbyn som byggdes i Stureby under slutet av 1920-talet vid Hemskogens södra sida. Hemskogen är en del av en lång bergsrygg som sträcker sig ungefär från dagens Åbyvägen i väster till Nynäsvägen i öster. Bergsryggen är den södra begränsningen av sprickdalen som idag utgörs av bland annat Årstafältet och Enskedefältet. 
Hemskogen sträcker sig från Huddingevägen i väster till Enskede idrottsplats i öster. Fortsättningen österut är Svedmyraskogen. Hemskogen når en högsta höjd av 47 meter över stadens nollplan strax söder om Enskedefältets skola. Här var en lämplig plats att anlägga Enskede hoppbacke som invigdes den 17 februari 1924. 
Egentligen var det två hoppbackar, en mindre som tillät hopp upp mot 10-15 meter och en större med torn som klarade över 35 meters hopp. År 1992 revs den stora backens torn, men den mindre backen var därefter fortfarande i bruk. 2016 revs även resterna efter lilla hoppbacken och en väderskyddad utsiktsplats byggdes istället. Därifrån har man en vidsträckt utsikt mot norr mot Globen och Tele2 Arenan. Genom området leder Enskedefältets natur- och miljöstig. Hemskogen delas av Hemskogsvägen i en östra och västra del.

## Bilder

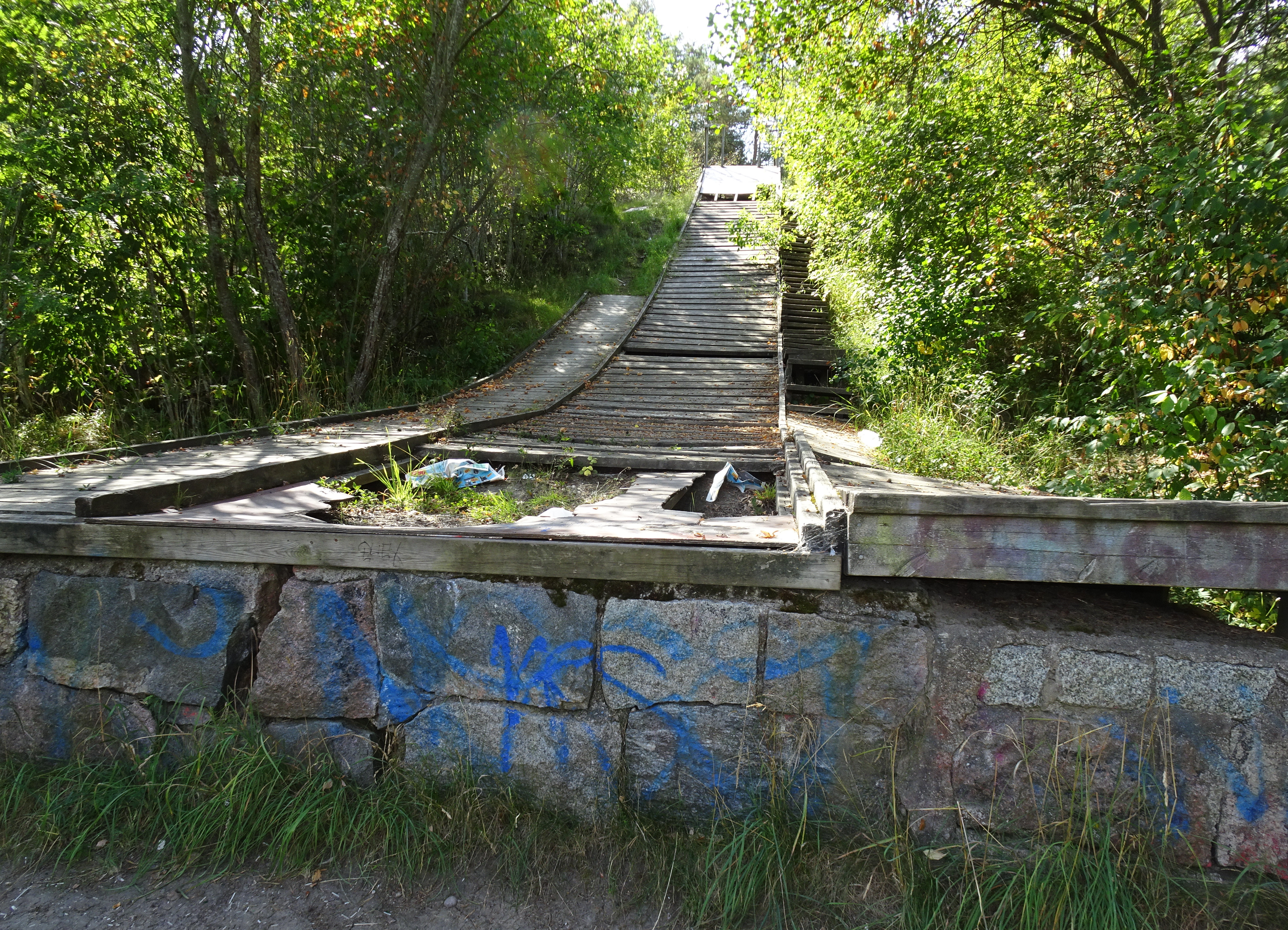
Rester efter lilla hoppbacken, 2016.
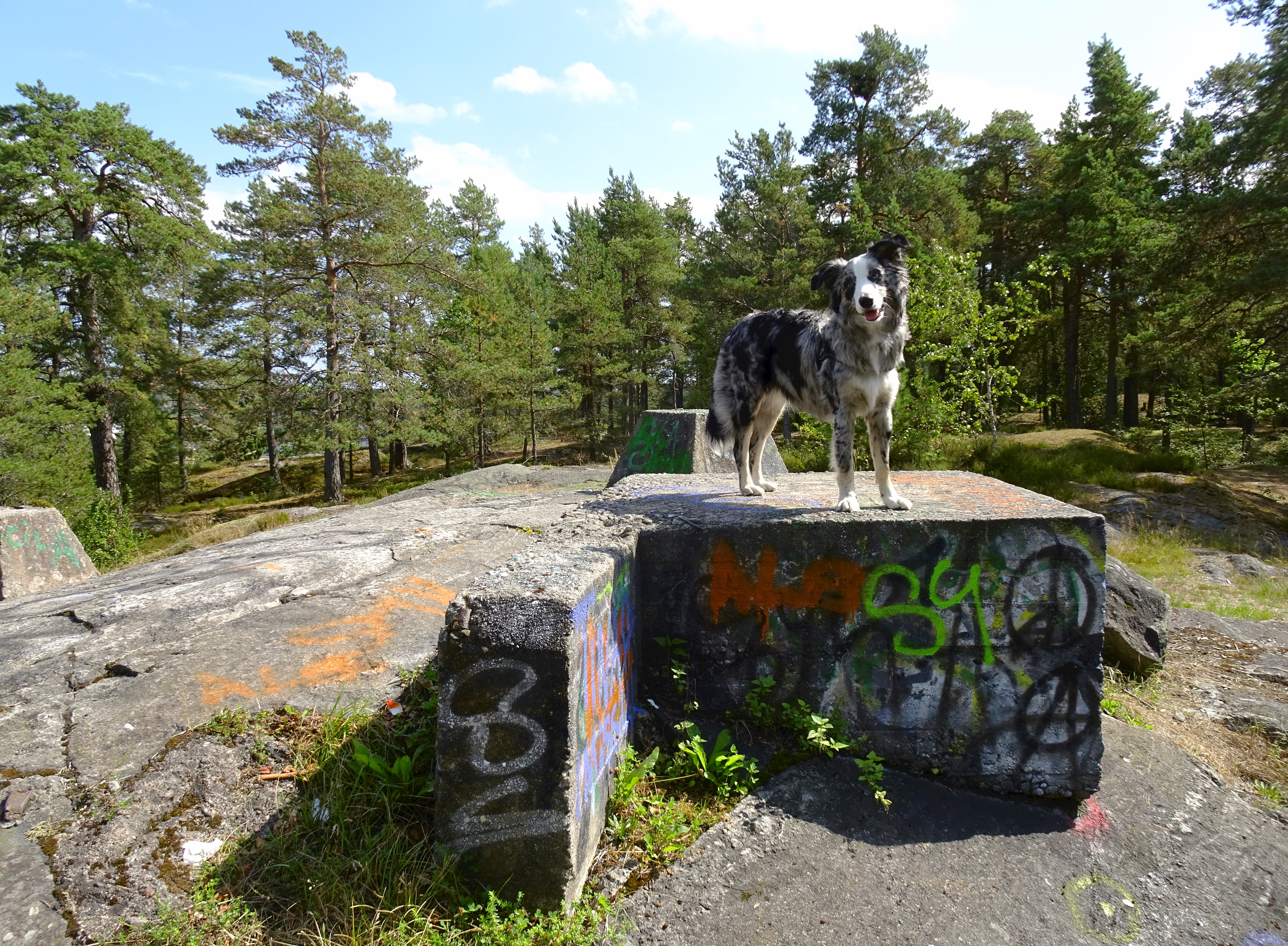
Betongplintar efter stora hoppbackens torn, 2016.
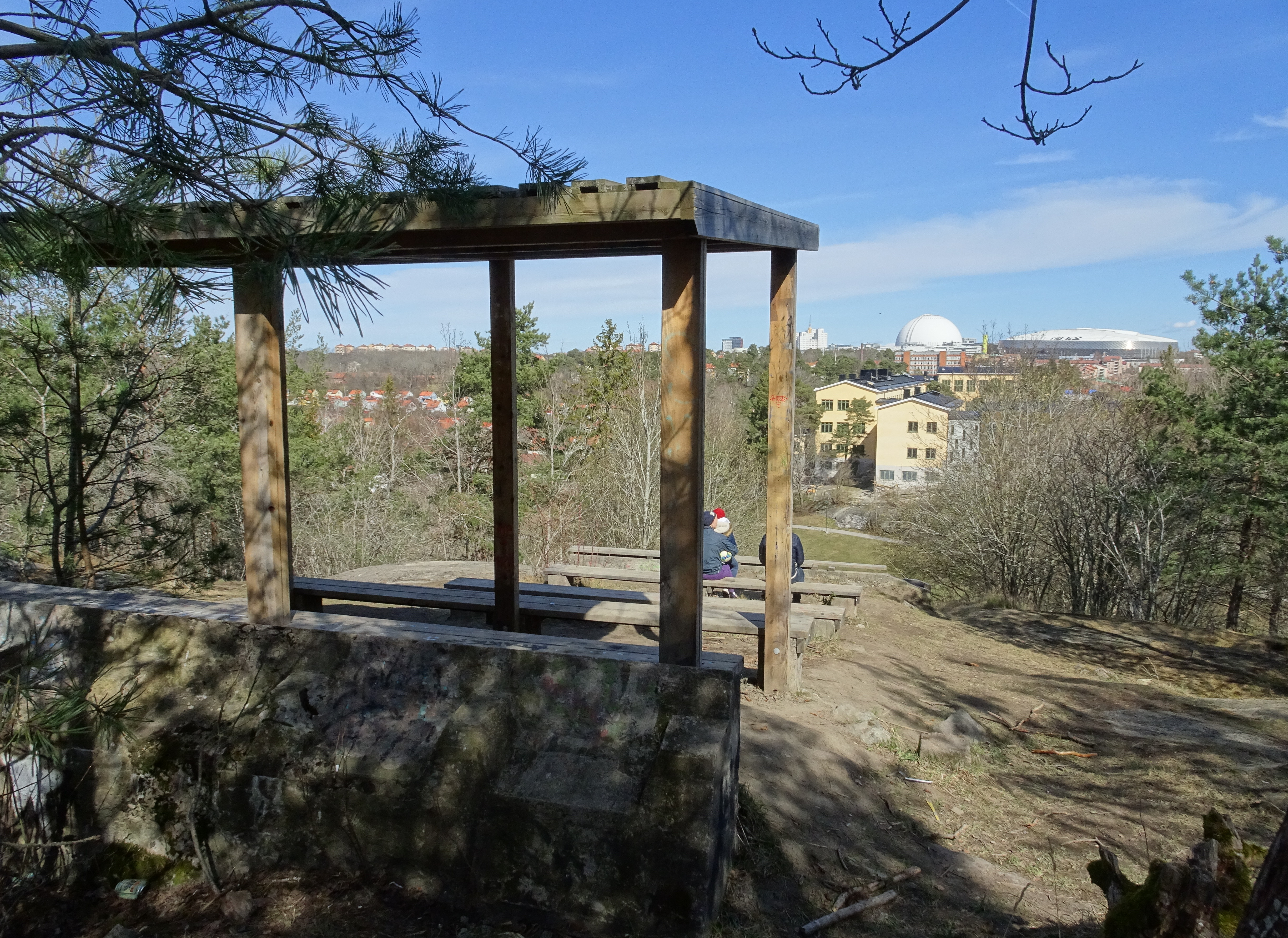
Utsiktsplatsen, vy mot norr, 2020.
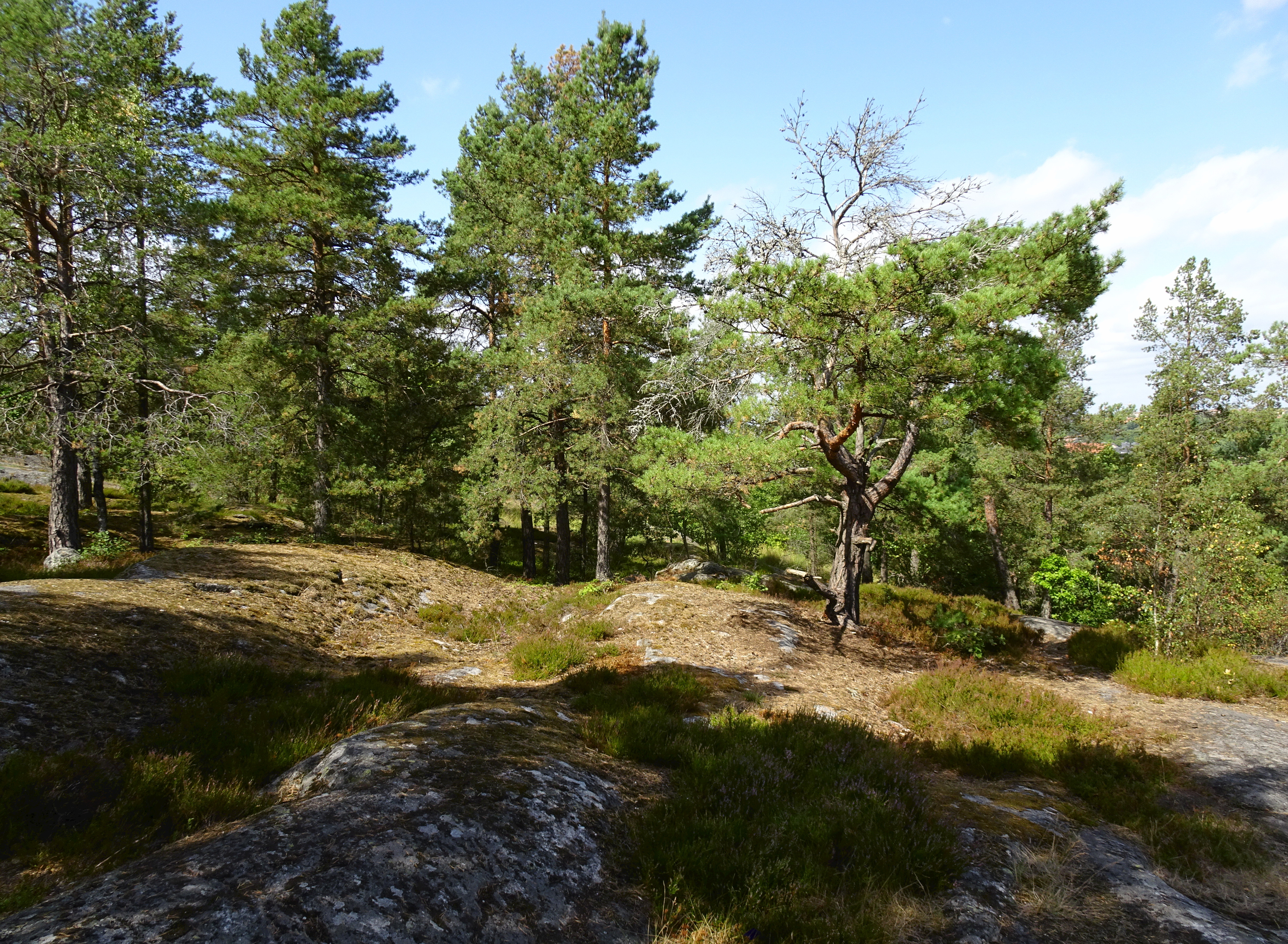
Hemskogen mot väster
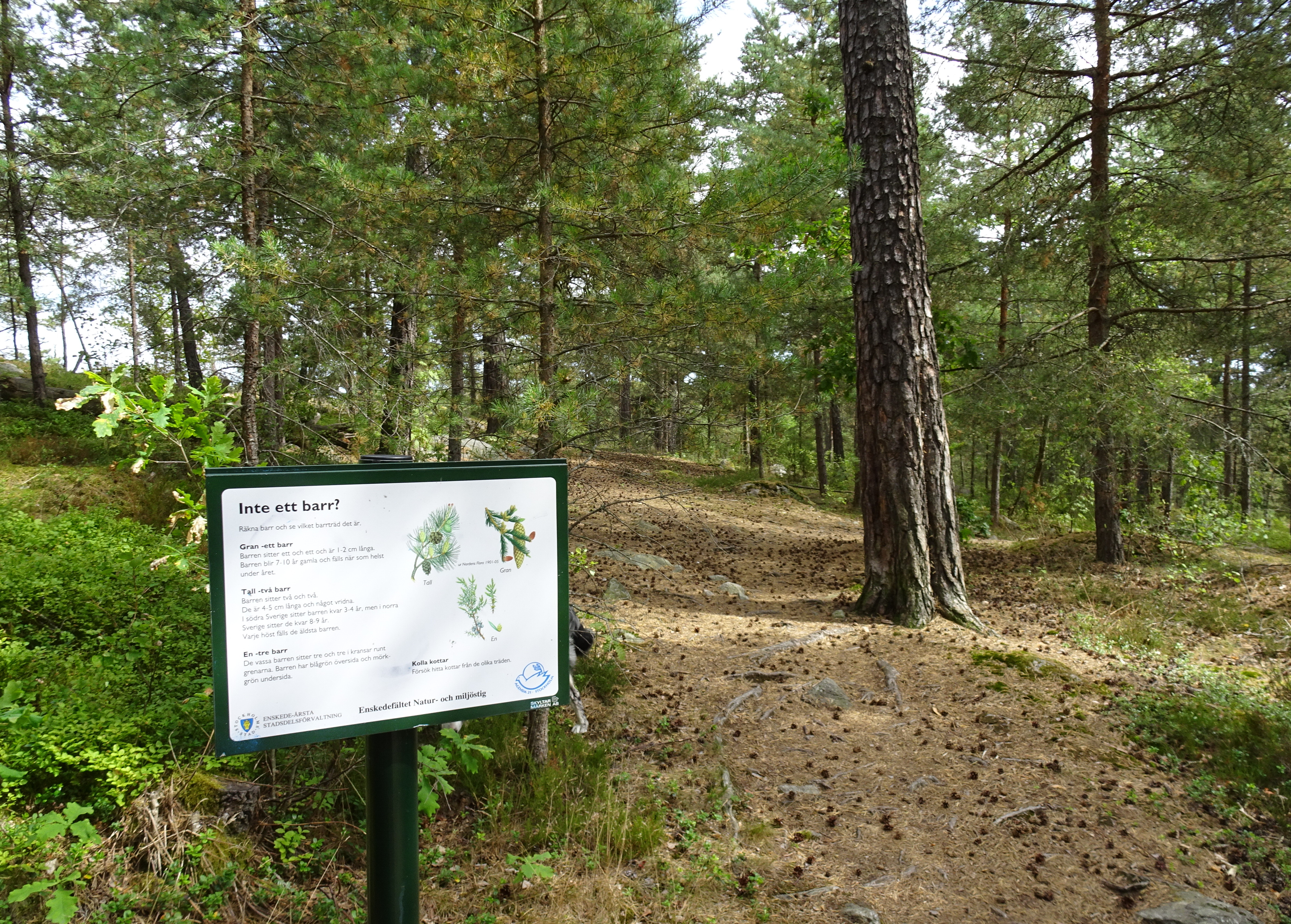
Enskedefältets natur- och miljöstig

## Andra stadsnära skogar i Söderort
- Fagersjöskogen
- Majroskogen
- Solbergaskogen
- Svedmyraskogen
- Sätraskogen
- Årstaskogen
- Älvsjöskogen